# Phrynobatrachus batesii
Phrynobatrachus batesii é uma espécie de anfíbio da família Petropedetidae.
Pode ser encontrada nos seguintes países: Camarões, Gabão, Gana, Nigéria, e possivelmente Guiné Equatorial e Togo.
Os seus habitats naturais são: florestas subtropicais ou tropicais húmidas de baixa altitude, marismas de água doce, marismas intermitentes de água doce e florestas secundárias altamente degradadas.
Está ameaçada por perda de habitat.